# Raión de Aleksándrovka (Rostov)
El raión de Aleksándrovka (del ruso: Александровский район) fue una división administrativa del krai de Azov-Mar Negro y del óblast de Rostov de la República Socialista Federativa Soviética de Rusia de la Unión de Repúblicas Socialistas Soviéticas entre los años 1935 y 1962. Su centro administrativo era el seló Aleksándrovka.

## Historia
El raión de Samárskoye fue creado en 1935 como resultado de la división del raión de Azov en el raión de Azov, el raión de Aleksándrovka y el raión de Samárskoye en el krai de Azov-Mar Negro. El 13 de septiembre de 1937 pasó a formar parte del recién creado óblast de Rostov. En abril de 1962 el raión fue disuelto y su territorio pasó a formar parte del raión de Azov.